# Sosyaldemokrat Halkçı Parti
Die Sosyaldemokrat Halkçı Parti (deutsch: Sozialdemokratische Populistische Partei) war eine türkische Partei, die nach der Schließung der Cumhuriyet Halk Partisi (CHP) mit dem Militärputsch 1980 gegründet wurde, um die Wähler der CHP für sich zu gewinnen. Sie ging aus einem Zusammenschluss der Halkçı Parti und Sosyal Demokrasi Partisi am 3. November 1985 hervor. Das Parteiemblem zeigte sechs Pfeile, die von Olivenzweigen umgeben waren. Die Sosyaldemokrat Halkçı Parti fusionierte am 18. Februar 1995 mit der wieder gegründeten CHP.

## Vorsitzende
- Aydın Güven Gürkan, 1985–1986
- Erdal İnönü, 1986–1993
- Murat Karayalçın, 1993–1995

## Ideologie
Die SHP wurde an Stelle der CHP gegründet. Mit ihren Vorgängerparteien der SODEP und der HP war sie auf die Stimmen der CHP aus. Die SHP war ein Vertreter der Sozialdemokraten, die sich seit den 60ern entwickelten und nicht aus dem Marxismus stammten. Bezüglich der Wirtschaft war sie gegen die strenge staatliche Kontrolle und für eine Mischung aus liberaler Wirtschaft und staatlicher Kontrolle. Sie unterstützte die freie Marktwirtschaft, was aber keine Ablehnung staatlicher Eingriffe bedeutete. Der Privatisierung stand die SHP immer distanziert gegenüber. Während der ganzen Zeit ihrer Existenz war die SHP der Wortführer der Sozialdemokraten. Gegenüber der Arbeiterklasse war sie aufgeschlossen und verteidigte deren Rechte. Da sie jedoch nie alleine regieren konnte, konnte sie ihre Parteipolitik nicht verwirklichen. In Bezug auf das Kurdische Problem war sie im Vergleich zu den anderen Parteien freier und gemäßigter und wurde deswegen von einigen Kreisen kritisiert.

## Geschichte der SHP
Nach dem Militärputsch am 12. September 1980 wurden alle politischen Parteien verboten. Es wurden viele Politiker festgenommen und Prozesse geführt. Nebenbei wurde durch die Junta eine neue Verfassung erstellt. Am 7. November 1982 wurde diese Verfassung durch eine Volksabstimmung mit 91,3 % angenommen. In der gleichen Abstimmung wurde der Vorsitzende des Nationalen Sicherheitsrates (MGK) und Staatsminister Kenan Evren zum 7. Präsidenten gewählt. Die Parlamentswahlen sollten am 6. November 1983 stattfinden und ab Mitte 1983 wurden politische Parteien wieder zugelassen, aber das MGK hatte große Kontrolle. Die Mitglieder des MGK konnten Parteigründungen durch ein Veto verhindern.
Aus diesen Gründen konnte die SODEP des Erdal İnönü, der die Wähler der geschlossenen CHP gewinnen wollte, nicht an der Wahl teilnehmen. Auf der anderen Seite wurden die Nachfolger der Adalet Partisi die Büyük Türkiye Partisi und die Doğru Yol Partisi auch blockiert. An den Wahlen nahmen die ANAP von Turgut Özal, die Halkçı Parti von Necdet Calp und die Milliyetçi Demokrasi Partisi von Turgut Sunalp teil. Die Wahl 1983 gewann die ANAP mit 45 % und konnte alleine eine Regierung aufstellen.
Die Kommunalwahlen am 24. März 1984 gewann ebenfalls die ANAP. Aber diesmal nahmen auch die SODEP und die DYP an den Wahlen teil. Die SODEP wurde zweitstärkste Partei. Es wurde klar, dass die Stimmen der CHP-Wähler an die SODEP gingen. Auf ihrem ersten Kongress am 13. April 1984 sagte Erdal İnönü, dass eine Vereinigung der linken Kräfte unter einem Dach nötig sei. Im Juli hatten sich İnönü und Necdet Calp von der HP grundsätzlich über eine Fusionierung verständigt. 1985 wurde Aydın Güven Gürkan zum neuen Vorsitzenden der HP gewählt und stimmte einer Fusionierung zu. Gürkan wollte sogar, dass die Demokratik Sol Parti (DSP), die von der Ehefrau Bülent Ecevits Rahsan Ecevit gegründet worden war, auch teilnehmen solle, bekam aber eine Absage.
Am 26. September 1985 unterschrieben Gürkan und İnönü das Protokoll über die Vereinigung der Parteien und gaben den Namen der neuen Partei mit Sosyaldemokrat Halkçı Parti an. Auf dem Kongress der HP wurde daraufhin der Name der Partei in SHP umgeändert. Später löste sich die SODEP auf und schloss sich der SHP an. Am 30. Mai 1986 wurde der erste Kongress der SHP abgehalten und Erdal İnönü zum Vorsitzenden gewählt. İnönü wurde bei der Wahl am 26. September 1986 als Abgeordneter ins Parlament gewählt. Die SHP erhielt bei dieser Wahl 22 %.
Am 6. September führte die ANAP ein Referendum durch um die politischen Verbote der Junta aufzuheben. Das Ergebnis war mit 50,1 % für die Aufhebung sehr knapp. Bei der Wahl am 29. November 1987 kam die ANAP wieder – allerdings mit Stimmenverlusten – allein an die Macht. Sie gewann mit 36 % 292 der Sitze. Die SHP hatte 99 und die DYP 59 Sitze.
Am 25. Juni 1988 wurde Erdal İnönü wieder zum Vorsitzenden der SHP gewählt. Deniz Baykal wurde zum Generalsekretär gewählt und opponierte gegen Erdal İnönü. Die Kommunalwahlen am 26. März 1989 gewann die SHP. Sie gewann die Oberbürgermeisterämter von İstanbul, Ankara, Izmir und von weiteren 39 Provinzhauptstädten. Sie behauptete, dass das Volk das Vertrauen in die regierende Partei verloren habe und forderte Neuwahlen. Turgut Özal wurde am 9. November 1989 trotz der Gegenstimmen der SHP und DYP zum Nachfolger Kenan Evrens gewählt. Am 12. Dezember trafen sich İnönü und Süleyman Demirel von der DYP und forderten gemeinsam Neuwahlen. Währenddessen tobte innerhalb der SHP der Machtkampf zwischen İnönü und Baykal. So trat im September 1990 Deniz Baykal von seinem Posten des Generalsekretärs zurück. Auf dem 6. Kongress am 29. September 1990 gewann Erdal İnönü mit 504 Stimmen gegen Deniz Baykal mit 405 Stimmen die Wahl zum Vorsitzenden. Zum Generalsekretär wurde Hikmet Çetin gewählt. Doch Baykal setzte seine Opposition fort. Auf dem nächsten Kongress im Juni 1991 gewann İnönü im dritten Wahlgang mit 534 zu 451 wieder gegen Baykal. Hikmet Çetin blieb Generalsekretär.
Nach der Wahl Turgut Özals zum Staatspräsidenten begann innerhalb der ANAP ein Machtkampf. Mesut Yılmaz wurde im Juni 1991 zum Vorsitzenden der ANAP gewählt und die Partei entschied sich für vorgezogene Wahlen am 20. Oktober 1991. Diesmal wurde die DYP mit 27 % der Stimmen stärkste Partei. Die ANAP wurde zweite und die SHP dritte Partei. Der Vorsitzende der DYP Süleyman Demirel erhielt den Auftrag zu Regierungsbildung. Er gründete die Regierung aus einer Koalition der DYP mit der SHP am 20. Oktober 1991. Der SHP-Vorsitzende Erdal İnönü wurde stellvertretender Ministerpräsident.
Die SHP war von ihrem Erfolg bei den Kommunalwahlen von 1989 weit entfernt. Davon profitierte am meisten die innerparteiliche Opposition. Die SHP hatte zusammen mit der Halkın Emek Partisi (HEP) an den Wahlen von 1991 teilgenommen. Als bei der Eröffnung des Parlaments kurdischstämmige Abgeordnete wie Leyla Zana ihren Eid auf Kurdisch ablegen wollten, kam es zu Tumulten. Wegen Vorfällen bei den Nouruzfeierlichkeiten am 21. März 1992 traten die Abgeordneten der HEP aus der SHP aus. Als gegen die HEP ein Verbotsverfahren eingeleitet wurde, gründeten deren Mitglieder die DEP. Später wurden beide Parteien verboten. Am 11. Mai 1994 gründeten dann Mitglieder der HEP und der DEP die HADEP.
Vor dem 7. Parteikongress am 25./26. Januar 1992 veröffentlichten Deniz Baykal und İsmail Cem ein Buch namens Yeni Sol (deutsch: Neue Linke). Darin vertraten sie eine Neustrukturierung der SHP. Auf dem 7. Kongress besiegte İnönü wieder Baykal und wurde zum Vorsitzenden gewählt.
Im Juni 1992 wurde das Gesetz über die Neugründung der 1980 verbotenen Parteien unter dem gleichen Namen aufgehoben. Der Oppositionsführer innerhalb der SHP Deniz Baykal und andere CHP-Stämmige Politiker wollten die CHP wieder neu gründen. Am 9. September 1992 wurde die CHP wiedereröffnet. Eine Gruppe Abgeordneter der SHP wechselte zu CHP über. Der Vorsitzende Erdal İnönü rief die CHP auf, sich der SHP anzuschließen, während diese genau das Gegenteil wollten.
1993 wurde Süleyman Demirel nach dem plötzlichen Tod des Präsidenten Turgut Özal zum Nachfolger gewählt. Der Koalitionspartner SHP unterstützte die Wahl Demirels. Daraufhin blieb die SHP in der neuen Regierung der DYP unter Tansu Çiller weiterhin ein Koalitionspartner. Im Juni 1993 erklärte der Vorsitzende İnönü seinen Rückzug aus der Politik. Auf dem Parteikongress im September wurde Murat Karayalçın zum neuen Vorsitzenden gewählt.
Zu den Kommunalwahlen 1994 traten drei linke Parteien an. Die SHP als Sieger der vormaligen Kommunalwahlen verlor viele Stimmen sowie die Bürgermeisterämter in den Großstädten. Daraufhin kam das Thema der Fusionierung der Linksparteien wieder auf. Die DSP lehnte dies ab, während die CHP aufgeschlossen war. So wurde auf einem gemeinsamen Kongress der SHP und der CHP am 18. Februar 1995 die SHP aufgelöst und die Mitglieder wechselten zu der CHP rüber.

## Die SHP und die Parlamentswahlen
| Wahljahr | Stimmen absolut | Stimmen in Prozent | Anzahl der Abgeordneten |
| -------- | --------------- | ------------------ | ----------------------- |
| 1987     | 5.931.000       | 24,74              | 99 von 450              |
| 1991     | 5.066.571       | 20,75              | 88 von 450              |

## Die SHP und die Kommunalwahlen
| Wahljahr | Stimmen in Prozent | Anzahl der Bürgermeister |
| -------- | ------------------ | ------------------------ |
| 1989     | 28,67              | 652                      |
| 1991     | 13,53              | 436                      |